# Phoracantha alternata
Phoracantha alternata är en skalbaggsart som beskrevs av Carter 1929. Phoracantha alternata ingår i släktet Phoracantha och familjen långhorningar. Inga underarter finns listade i Catalogue of Life.